# (6493) Cathybennett
(6493) Cathybennett es un asteroide que forma parte del cinturón interior de asteroides y fue descubierto por Eleanor F. Helin, el 2 de febrero de 1992, desde el observatorio del Monte Palomar, Estados Unidos.

## Designación y nombre
Cathybennett se designó inicialmente como 1992 CA. Más adelante, en 1996, fue nombrado en honor a Catherine A. Bennett, quien con su visión, sabiduría y acciones ha jugado un papel clave en el establecimiento de un exitoso sistema de detección de NEO.

## Características orbitales
Cathybennett está situado a una distancia media de 1,949 ua del Sol, pudiendo alejarse hasta 2,111 ua y acercarse hasta 1,786 ua. Tiene una excentricidad de 0,083 y una inclinación orbital de 24 grados. Emplea 993 días en completar una órbita alrededor del Sol. El movimiento de Cathybennett sobre el fondo estelar es de 0,3621 grados por día.
Cathybennett forma parte del grupo asteroidal de Hungaria.

## Características físicas
La magnitud absoluta de Cathybennett es 13,9 y el periodo de rotación de 3,4785 horas.